# Brabant Flamenc
El Brabant Flamenc (en neerlandès Vlaams-Brabant) és una província de Bèlgica que forma part de la regió de Flandes. És una part de l'antic ducat de Brabant. La província va crear-se l'1 de gener del 2005, després de l'escissió de l'antiga província de Brabant: el Brabant Való i la regió de Brussel·les capital en formen les altres parts.

## Municipis del Brabant Flamenc
1. Aarschot

2. Affligem

3. Asse

4. Beersel

5. Begijnendijk

6. Bekkevoort 

7. Bertem 

8. Bever 

9. Bierbeek 

10. Boortmeerbeek 

11. Boutersem 

12. Diest 

13. Dilbeek 

14. Drogenbos

15. Galmaarden

16. Geetbets

17. Glabbeek

18. Gooik

19. Grimbergen

20. Haacht

21. Halle

22. Herent

23. Herne

24. Hoegaarden

25. Hoeilaart

26. Holsbeek

27. Huldenberg

28. Kampenhout

29. Kapelle-op-den-Bos

30. Keerbergen

31. Kortenaken

32. Kortenberg

33. Kraainem

34. Landen

35. Lennik

36. Lovaina

37. Liedekerke

38. Linkebeek

39. Linter

40. Londerzeel

41. Lubbeek

42. Machelen

43. Meise

44. Merchtem

45. Opwijk

46. Oud-Heverlee

47. Overijse

48. Pepingen

49. Roosdaal

50. Rotselaar

51. Scherpenheuvel-Zichem

52. Sint-Genesius-Rode

53. Sint-Pieters-Leeuw

54. Steenokkerzeel

55. Ternat

56. Tervuren

57. Tielt-Winge

58. Tienen

59. Tremelo

60. Vilvoorde

61. Wemmel

62. Wezembeek-Oppem

63. Zaventem

64. Zemst

## Governador

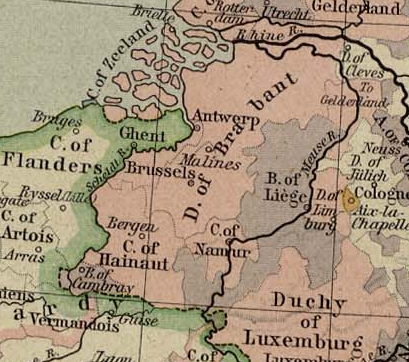
Ducat de Brabant, principat de Lieja i ducat de Luxemburg el 1477

- Lodewijk De Witte (1994-